# Gi (dragt)
 For alternative betydninger, se Gi. (Se også artikler, som begynder med Gi)
Gi (japansk, 着 eller 衣) er en beklædningsgenstand til overkroppen, der kan bæres under udøvelsen af kampkunst og kampsport.